# Meteorologická stanice Kurt
Meteorologická stanice Kurt (německy Wetterstation Kurt nebo Wetterfunkgerät Land-26) byla automatická meteostanice, kterou zřídila za druhé světové války německá Kriegsmarine na severoamerickém poloostrově Labrador. Byla součástí systému automatických stanic, které měly německou armádu informovat o vývoji počasí v severním Atlantiku. Účelem bylo vyrovnat výhodu Spojenců, kteří měli v této oblasti hustou síť meteorologických zařízení.
Na místo ji dopravila v říjnu roku 1943 posádka ponorky U 537, které velel Peter Schrewe. Stanici instaloval meteorolog Kurt Sommermeyer. Šlo o jediné potvrzené vylodění německých jednotek na severoamerickém kontinentu za celou válku. Zařízení navrhli němečtí vědci Ernst Ploetze a Edwin Stoebe a vyrobila je firma Siemens. Skládalo se z deseti válcových nádob, jedna obsahovala měřicí přístroje a ostatní nikl-kadmiové akumulátory pro jejich napájení. Byly vztyčeny dva stožáry, jeden nesl anemometr a druhý sloužil k vysílání údajů. Stanice byla umístěna na pobřeží Huttonova poloostrova v tehdejším britském dominiu Newfoundland na odlehlém místě, které nenavštěvovali ani Inuité. Kvůli utajení byly kontejnery popsány anglickými nápisy a v jejich okolí byly rozházeny krabičky od amerických cigaret.
Stanice fungovala necelé tři týdny, poslední údaje odvysílala 8. listopadu 1943. Pak se o ní nevědělo až do roku 1977, kdy její zbytky objevil polárník Peter Johnson. O čtyři roky později ji prozkoumal vojenský historik Alec Douglas a určil její německý původ. Stala se pak exponátem v ottawském Canadian War Museum.